# Michał Gondko
Michał Gondko – polski lutnista i publicysta specjalizujący się w muzyce dawnej. Współzałożyciel zespołów La Morra i – razem z klawesynistką Coriną Marti – duetu Marti & Gondko. Absolwent szkoły muzycznej Schola Cantorum Basiliensis w Bazylei, w klasie lutni pod kierunkiem Hopkinsona Smitha.

## Nagrody i wyróżnienia
- 2023: Fryderyk dla solisty w kategorii „Album roku muzyka dawna”[4]

## Dyskografia
- 2015: Polonica[1]
- 2021: Mortua dulce cano[5]